# Шемякин, Николай Степанович
Николай Степанович Шемякин (1740—1816) — генерал-майор, герой русско-турецкой войны 1768—1774 годов.
Происходил из дворян Московской губернии, родился в 1740 году, воспитывался в Сухопутном кадетском корпусе и выпущен в армейскую кавалерию в 1760 году.
Произведённый уже в 1762 году в ротмистры, Шемякин с 1769 года по 1774 год принимал участие в походах против Турции, был в 1769 году при блокаде города Хотина, в 1771 году в сражении под Бухарестом, в 1772 году в сражении при Туртукае, в том же году и в 1774 году при бомбардировании города Силистрии. 26 ноября 1775 года, будучи в чине подполковника Сибирского драгунского полка, был награждён орденом св. Георгия 4-й степени (№ 221 по кавалерскому списку Судравского и № 268 по списку Григоровича — Степанова)
По переправе за Дунай с 17 на 18 июня 773 года с тремя ротами оказал мужественное сражение с неприятелем, коего опрокинув гнал до самых высот горы, где турецкая конница, будучи знатно от войск наших побеждена, обратилась в бег, а он, Шемякин, преследуя поражал беспощадно и столь поспешно за оным гнался, что принужден неприятель пушку бросить и, наконец, засевшего в нижнем лагере атаковав выгнал, который с отчаянностью побежав, оставил тут три пушки.
В 1768 году произведён в секунд-майоры, в 1770 году — в премьер-майоры, 24 ноября 1771 года — в подполковники, в 1777 году — в полковники, в 1782 году — в бригадиры и 24 ноября 1784 года — в генерал-майоры; командовал Таганрогским драгунским полком, а в 1785 году состоял при сформировании драгунского полка в Оренбурге.
Уволен от службы в отставку в 1786 году. Скончался в 1816 году.